# Раджабов, Соли Ашурходжаевич
Соли Ашурходжаевич Раджабов (тадж. Солеҳ Ашӯрхоҷаевич Раҷабов; 28 октября (10) ноября 1912 года, Ходжент, Ходжентский уезд, Самаркандская область — 1 января 1990, Душанбе, Таджикская ССР, СССР) — советский учёный, организатор науки, высшего образования и юриспруденции в Таджикистане, педагог, государственный и общественный деятель, выпускник Ташкентского института советского строительства и права (1933), директор Ташкентского юридического института (1936—1940; 1943—1945; 1949—1954), зав. кафедрой государства и права Среднеазиатского государственного университета — САГУ (1955—1956), доктор юридических наук (1949), профессор (1950), действительный член (академик) АН Таджикской ССР (1957), ректор Таджикского государственного университета им. Ленина (1956—1971), член Президиума АН Таджикской ССР (1971), академик-секретарь Отделения общественных наук АН Таджикской ССР (1975—1987), советник Президиума АН Таджикской ССР (1987—1990), зам. главного редактора Главной научной редакции Таджикской советской энциклопедии (1973—1975).

## Биография
Родился 28 октября [10] ноября 1912 в Ходженте Ходжентского уезда Самаркандской области Туркестанского генерал-губернаторства Российской империи (с 1936 года — Ленинабад, ныне Худжанд, Согдийская область, Республика Таджикистан) в семье кустаря-сапожника тадж. маҳси-дуза, таджика по происхождению Ашурходжа Раджабова тадж. Ашӯрхоҷа. После учёбы в начальной советской школе в Ходженте, затем в школе-интернате в Ташкенте: 

«Вскоре пионервожатому отряда С. Раджабову довелось увидеть человека, чьё имя носил отряд. Это случилось летом 1925 года. Несколько мальчиков и среди них 13-летний Соли сидели у арыка и ели размоченный в воде хлеб. Мимо проехали всадники. У арыка <…> предложили прокатиться <…> повезли их через базар Панчшанбе к ж/д станции. У вокзала <…> толпа встретила поезд. Из вагона вышел человек в очках, в каракулевой шапке, произнес речь и уехал. Это был М. И. Калинин, <…> Прошел год. Однажды летом Соли предложил: „Поедем на вокзал, как тогда“ <…> стали ждать поезда и человека в очках с бородкой. Но поезд не приехал, человек в очках не появился. <…> медленно подкатил товарный, ребята залезли в товарняк <…> Проснувшись утром, увидели перед собой людей в черных шинелях — Комиссия по борьбе с детской беспризорностью и безнадзорностью <…> детей, даже не выслушав, увезли в Ташкент и поместили в интернат. Так С. А. Раджабов попал в Ташкентский интернат в Арпопояне, который стал его настоящей жизненной школой, началом биографии»— 
 В 1922 году вступил в Детскую коммунистическую организацию, с 1925 по 1940 годы был членом ВЛКСМ. В 1926 году поступил в Ташкентский краевой узбекский мужской институт просвещения (позднее Ташкентский педагогический техникум), где учился до 1930 года.
С 1931 по 1934 годы был заведующим сектором кадров пионер отдела ЦК ЛКСМ Узбекистана, редактором журнала «Вожатый», заведовал сектором школ Детской коммунистической организации Среднеазиатского крайкома ВЛКСМ. В 1933 году окончил трехгодичного подготовительного отделение аспирантуры НИИ советского строительства и права в Ташкенте.
С 1933 по 1936 годы был аспирантом Института советского строительства и права при Совете народных комиссаров УзССР (впоследствии переименованного в Ташкентской юридический институт).
С 1934 года исполнял обязанности доцента Ташкентского института советского строительства и права, затем работал доцентом, заместителем директора по научной и учебной работе в Ташкентском юридическом институте, вёл курс теории государства и права и основ марксизма-ленинизма (1937—1940).
Член ЦК ЛКСМ Узбекистана, председатель ревизионной комиссии Ташкентского городского комитета комсомола (1937—1940).
Член ВКП(б) — вступил в ряды партии в 1939 году.
В 1940—1943 годах служба в Красной Армии, служил в 781-м Богунском полку в Житомире, участвовал в Бессарабском операции и Северной Буковины в воссоединении Западной Украины и Бессарабии с Украинской и Молдавской республиками, был ротным пулеметчиком и членом партбюро части. В годы Великой Отечественной войны служил в 83-м горнострелковой дивизии, в 99-м отделении стрелковой бригады, в 104-й Горно-кавалерийской дивизии, где был избран секретарём партбюро; во время службы был награждён Почетной Грамотой Президиума Верховного Совета Узбекской ССР.
В 1943—1945 годах работал директором Ташкентского юридического института.
В 1945 году защитил кандидатскую диссертацию по юриспруденции на тему «Образование, развитие и государственное устройство Узбекской ССР». В 1945—1949 годах был докторантом Института права АН СССР, по её окончании в 1949 году защитил докторскую диссертацию на тему «Национальная консолидация и развитие советской государственности народов Средней Азии».
С 1949 по 1954 годы вновь работал директором Ташкентского юридического института, награжден орденом «Знак почета», утверждена ученая степень доктора юридических наук, утверждён в ученом звании профессора по специальности «Теории и история государства и права» (1950).
Заведующий кафедрой теории и истории государства и права юридического факультета Среднеазиатского государственного университета (САГУ) (1954—1956): 

«Член корреспондент АН Узбекской ССР, доктор юридических наук, профессор А. А. Агзамходжаев в брошюре, посвященной юридическому факультету ТашГУ им. В. И. Ленина (до 1960 САГУ) пишет: „Академик АН Таджикской ССР С. А. Раджабов известен юридической общественности страны (Советского Союза) как один из крупнейших ученых в области теории и истории государства и права, государственного права. Широкой известностью пользуются его труды по проблемам становления и развития советской национальной государственности народов Средней Азии, роли великого русского народа в их исторических судьбах. <…> С. А. Раджабов, работая в Узбекистане, много сил приложил для подготовки научно-педагогических и практических кадров для органов юстиции Узбекской ССР (Ташкент, 1980)“.— 
Ректор Таджикского государственного университета имени В. И. Ленина (1956—1971) — в период его деятельности произошёл устойчивый рост и развитие Таджикского госуниверситета, сохранившиеся в некоторых элементах до сих пор. В 1957 году был избран действительным членом (академиком) АН Таджикской ССР.
В 1957 году избран действительным членом АН Таджикской ССР, в 1958 — членом ЦК КП Таджикистана. Был депутатом Верховного Совета Таджикской ССР 5 и 7 созывов.
В 1961 году избран в состав Таджикского республиканскою комитета солидарности народов Азии и Африки, членом Учёного совета по защите докторских и кандидатских диссертаций по правовым наукам при ТашГУ им. В. И. Ленина.
С 1973 по 1975 годы — заместитель главного редактора Главной научной редакции Таджикской советской энциклопедии (1973—1975).
В 1975 году избран академиком-секретарём Отделения общественных наук АН Таджикской ССР: 

»В 1978 году член Координационного совета Института истории партии при ЦК КП Таджикистана, и в том же году член проблемного Научного совета по национальным отношениям АН СССР, а так же член проблемного научного совета АН СССР по закономерностям развития государства, управления и права. Наибольшее число работ С. А. Раджабова посвящено проблемам национально-государственного строительства народов Средней Азии, в частности Узбекистана и Таджикистана. Опубликованы такие работы, как «Теория государства и права» в соавторстве с Л. С. Явичом (1969 г.) и «Теория Советского государства и права» в соавторстве с Л. И. Денисовым (1978 г.). Написана монография «Афганистан по мути демократии и прогресса», в которой освещается роль Апрельской революции в развитии Афганистана"— 
Академик Соли Ашурходжаевич Раджабов ушёл из жизни 1 января 1990 года в Душанбе на 78 году жизни.

## Общественная деятельность
- депутат Верховного Совета Таджикской ССР (5 и 7 созывов) (1959—1970), городского и районного Советов, председателем комиссии законодательных предложений Верховного Совета Таджикской ССР, принимал участие в разработке республиканского законодательства,
- делегат XIII и XIV съездов КП Таджикистана (4—6.02.1960, 21—23.09.1961, Сталинабад) — избрался членом ЦК КП Таджикистана[4][6].

## Член советов, делегаций, обществ, редколлегий научных журналов и участие в международных конгрессах и симпозиумах
- делегат от Общества дружбы и культурных связей с зарубежными странами — побывал в Венгрии, Болгарии, Югославии, Чехословакии и Румынии[2],
- председатель Таджикского отделения Всесоюзного общества дружбы и культурных связей с арабскими странами (1960)[4],
- член Таджикского республиканского Комитета дружбы и солидарности народов Азии и Африки (1961),
- член Ученого совета по защите докторских и кандидатских диссертаций по правовым наукам при ТашГУ им. В. И. Ленина (1961),
- председатель правления Общества «Знание» Таджикской ССР (1965—1973),
- делегат от Советского Комитета защиты мира в Ираке (1967),
- руководитель делегации Всесоюзного общества «Знание» в Индии (1972),
- заместитель главного редактора Таджикской Советской Энциклопедии (1973—1975)[1],
- главный редактор журнала «Известия АН Таджикской ССР, Отделение общественных наук»[4],
- зам председателя Совета по координации научно-исследовательских работ в области естественных и общественных наук[4],
- председатель Таджикского отделения Советской ассоциации политических наук[4],
- участвовал и выступал c докладом на X конгрессе Международной ассоциации политической науки в Великобритании (Эдинбург, 16—21 августа 1976)[7],
- участвовал и выступал c докладом на XI конгрессе Международной ассоциации политической науки в СССР (Москва, 12—18 августа 1979)[7],
- участвовал и выступал c докладом на XIII всемирном конгрессе Международной ассоциации политической науки во Франции (Париж, 15—20 июля 1985)[7],
- участник II международной конференции Африканской Ассоциации политических наук в Марокко (1977),
- член Координационного совета Института истории партии при ЦК КП Таджикистана (1978),
- член проблемного Научного совета по национальным отношениям АН СССР (1978),
- член проблемного научного совета АН СССР по закономерностям развития государства, управления и права (1978),
- участвовал в открытии госуниверситета Республики Замбия[2],
- председатель Республиканского общества любителей книги (1975),
- член исполкома Советской Ассоциации политических (государствоведческих) наук (1975)[1][2][3][4][7].

## Награды и звания
- пять орденов «Знак Почёта» (1945, 1950, 1957, 1960, 19??)[1],
- Медаль «За победу над Германией в Великой Отечественной войне 1941—1945 гг.» (1945)[8],
- Медаль «За доблестный труд в Великой Отечественной войне 1941—1945 гг.» (1946),
- Медаль «Двадцать лет Победы в Великой Отечественной войне 1941—1945 гг.» (1965),
- «Медаль „Тридцать лет Победы в Великой Отечественной войне 1941—1945 гг.“ (1975),
- Медаль «В ознаменование 100-летия со дня рождения Владимира Ильича Ленина» (1970),
- Медаль «60 лет Вооруженных Сил СССР» (1978),
- Почетная грамота Президиума Верховного Совета Узбекской ССР (1940, 1943, 1944, 1950),
- Почетная грамота Президиума Верховного Совета Таджикской ССР (1962, 1967,1976),
- Заслуженный деятель науки Таджикской ССР (1961),
- Лауреат Государственной премии имени Абуали ибн Сино (1970),
- Грамота Военного Совета Среднеазиатского военного округа (1943),
- Почетный знак «За вклад в дело дружбы»,
- «Отличник народного образования СССР» (1960)

»В истории таджикского народа немало выдающихся личностей, которые своей деятельностью, патриотизмом и любовью к Родине внесли огромный вклад <…> Одной из таких выдающихся личностей был академик Соли Ашурходжаевич Раджабов, известный учёный, организатор науки и высшего образования, государственный и общественный деятель, посвятивший всю свою жизнь служению Родине. Он был одним из тех людей, которые ценили такие высокие человеческие качества, как честь, долг, профессионализм, справедливость, патриотизм, преданность избранной профессии <…> награждён трижды Почётной грамотой Военного Совета Среднеазиатского военного округа. 
Указом Президиума Верховного Совета Союза ССР от 26 марта 1945 года за успешную работу по укреплению революционной законности и охраны интересов государства в условиях отечественной войны награждён орденом «Знак Почёта», медалями «За победу над Германией в Великой Отечественной войне 1941—1945 гг.» и …«— 
.

## Семья
- Отец — Раджабов Ашурходжа (тадж. Ашӯрхоҷа Раҷабов) (1877—1927) — был по профессии сапожник-кустарь тадж. маҳси-дуз.
- Мать — Раджабова Бибифазилат (тадж. Бибифазилат Раҷабова) (1882—1966) — владела арабским языком, учила женщин Ходжента грамоте.

Жена — Назарова Назира Назаровна (1915—1996) — выпускница исторического факультета Ташкентского государственного педагогического института (1948—1953), работала заведующей детским садом в г. Ташкенте (1939—1956), зав детским садом № 17 г. Душанбе (1956—1977).
- Сын — Раджабов Азамат Салиевич (1940—2006) — выпускник Таджикского государственного медицинского института имени Абуали ибни Сино (Авицены) (1964), работал в ГКБ № 5 г. Душанбе (1964—1972), затем в ГКБ № 67 г. Москвы заместителем главного врача по травматологии и ортопедии по 1985 года, главным врачом Клинической больницы № 67 Департамента здравоохранения города Москвы (1985—2001):

»В 1962 году гл. врачом ГКБ № 67 назначается Петрушко П. С. <…>, а зам. гл. врача по травматологии и ортопедии Раджабов Азамат Салиевич. <…> В апреле 1985 года гл. врачом больницы был назначен А. С. Раджабов <…> Не вызывает сомнений тот факт, что возглавлять одну из крупнейших больниц Москвы на протяжении столь длительного периода времени мог только организатор, обладающий незаурядными качествами: руководить лечебным процессом, решать проблемы экономического, финансового характера, быть в курсе и направлять хозяйственную, строительную деятельность, контролируя выполнение работ каждого подразделения. На годы руководства Раджабова А. С. пришлись трудные «перестроечные» времена, период реформ. Стоило большого труда удержать больницу, что называется «на плаву», сохранить интеллектуальный и профессиональный уровень медицинского персонала, добрые традиции, формировавшиеся не одно десятилетие. Азамат Салиевич был одним из многочисленной когорты гл. врачей г. Москвы, который дольше всех оставался в своем служебном кресле, он руководил больницей 16 лет«.— 
.
Жена А. С. Раджабова — Лана Низамовна Мухамедиева (род. 1941) — выпускница ТГМИ имени Абуали ибни Сино (Авиценны), академик международной академии космонавтики, д.м.н., зав лабораторией ГНЦ РФ — Институт медико-биологических проблем Российской академии наук, г. Москва, специалист в области токсикологии, санитарной химии и мониторинга качества воздушной среды замкнутых экологических систем и пилотируемых космических аппаратов, автор более 150 научных работ и 5 изобретений.
Дочери:
- Раджабова Ибарури Салиевна[тадж.] (род. 31.12.1936) — выпускница Московского государственного педагогического института иностранных языков имени Мориса Тореза (1959), кандидат филологических наук (1966), доцент, переводчик (французский язык) — работала в Таджикском государственном университете имени В. И. Ленина (1959—2019), Кавалер Ордена Академических пальм (25.02.2003, Франция); Ордена „Слава“ тадж. «Шараф» (№ 0043, 4.09.1998, Таджикистан). Муж Исмаилов Исмаил Ибрагимович.
- Раджабова Дилбар Салиевна (род. 01.09.1948) — выпускница исторического факультета ТГУ имени Ленина (1971), канд. ист. наук, доцент, работала в ТГУ (1974—2014), ученый секретарь ученого Совета по защите кандидатских и докторских диссертаций и Отечественной истории Таджикского национального университета (2000—2014). Муж Абдолов Назарбек[тадж.] (род. 1947) — д-р филол. наук.

## Память
- Имя Соли Ашурходжаевича Раджабова (Академиков Раджабовых — Соли и Зарифа) носит улица в Душанбе (улица сохранила свое название со времен Советского Союза: тадж. Кӯчаи ба номи академикҳо Солеҳ ва Зариф Раҷабовҳо).
- Имя академиков Соли Раджабов и Зариф Раджабов носит улица в городе Худжанд ( кӯчаи ба номи академикон Раҷабовҳо )
- В честь 90-летия со дня рождения С. А. Раджабова проведена Республиканская научно-теоретическая конференция, 1992 г.
- Всплеск публикаций об академике С. А. Раджабове связанный с его 80 и 90-летними юбилеями в юбилейном издании научно-теоретического журнала Таджикского госуниверситета, 1993 г.
- В честь 100-летия учёного издана книга на тадж. «Ҷабборов И. Академик Солеҳ Раҷабов. — Хуҷанд: Ношир, 2012. — 252 с.» из нескольких частей, где отражена многогранная жизнь и деятельность учёного и его вклад в развитие науки, культуры и высшего образования в Таджикистане, собраны статьи, воспоминания друзей, соратников, учеников и близких С. А. Раджабова, где он характеризуется как человек, учёный, руководитель, государственный и общественный деятель[3].

## Избранные сочинения и некоторые публикации
- Раджабов, Соли Ашурходжаевич. Теория государства и права [Текст : Учеб. пособие] / С. А. Раджабов, Л. С. Явич ; М-во нар. образования Тадж. ССР. Тадж. гос. ун-т им. В. И. Ленина. — Душанбе: [б. и.], 1969. — 382 с. — 2000 экз.;
- Раджабов, Соли Ашурович и Денисов, Андрей Иванович. Теория Советского государства [Текст]. — Душанбе: Дониш, 1978. — 330 с.;
- Раджабов, Соли Ашурходжаевич. В интернациональной семье советских республик. — Душанбе: Ирфон, 1974. — 296 с. — 3000 экз.;
- Раджабов, Соли Ашурходжаевич. В. И. Ленин о Средней Азии [Текст]. — Сталинабад: Ирфон, 1960. — 36 с. — 3000 экз.;
- Раджабов, Соли Ашурходжаевич. Расцвет Таджикской Советской Социалистической Республики в братской семье советских народов / С. А. Раджабов. — Душанбе: Дониш, 1984. — 35 с.;
- Раджабов, Соли Ашурходжаевич. Закон жизни республики: [О Конституции TaДЖCCP] / С. А. Раджабов. — Душанбе: Ирфон, 1984. — 192 с.;
- Раджабов, Соли Ашурходжаевич. В. И. Ленин и советская национальная государственность [Текст] / С. А. Раджабов. — Душанбе: Ирфон, 1970. — 685 с.;
- Раджабов, Соли Ашурходжаевич. Афганистан по пути демократии и прогресса [Текст] / С. А. Раджабов. — Душанбе: Ирфон, 1978 (вып. дан. 1979). — 51 с.;
- Раджабов, Соли Ашурходжаевич. Образование и развитие СССР - торжество ленинской национальной политики [Текст] / АН ТаджССР. — Душанбе: Дониш, 1973. — 233 с. — 2160 экз.;
- Раджабов, Соли Ашурходжаевич. Дружба навеки [Текст: (О прогрессивном значении присоединения Сред. Азии к России)] / Акад. С. А. Раджабов. — М.: Знание, 1960. — 32 с. — 55 000 экз.;
- Раджабов, Соли Ашурходжаевич. Создание Узбекского социалистического государства [Текст] / С. Раджабов, д-р юрид. наук. — Ташкент: Госиздат УзССР, 1950. — 104 с.;
- Раджабов, Соли Ашурходжаевич. Теория государства и права / Раджабов С., Хасанов С.. — Душанбе: Маориф, 1989. — 283 с. — ISBN 5-670-00111-7.;
- Раджабов С. А. Роль великого русского народа в исторических судьбах народов Средней Азии. — Ташкент: Госиздат УзССР, 1955. — 211 с.;
- Раджабов, Соли Ашурходжаевич. Вопросы возникновения и развития таджикской советской государственности [Текст] / Д-р юрид. наук, проф. С. Раджабов. — Сталинабад: [б. и.], 1957. — 26 с.;
- Раджабов, Соли Ашурходжаевич. Советский Бадахшан в братской семье народов СССР [Текст] / С. А. Раджабов, Н. Бободжанов. — Душанбе: Ирфон, 1975. — 36 с.;
- Раджабов, Соли Ашурходжаевич. Образование и развитие Горно-Бадахшанской автономной области - торжество ленинской национальной политики / С. А. Раджабов, Н. Бободжанов. — Душанбе: Ирфон, 1985. — 60 с.;
- Раджабов, Соли Ашурходжаевич. Конституция СССР [Текст : Учебник для сред. школ Таджикистана] / С. А. Раджабов, Л. С. Явич. — Сталинабад: Учпедгиз Таджик. ССР, 1959. — 170 с. — 2700 экз.;
- Раджабов, Соли Ашурходжаевич. Конституция СССР [Текст : Учебник для сред. школ Таджикистана] / С. А. Раджабов, Л. С. Явич. - 2-е изд. (испр. и доп.). — Сталинабад: Учпедгиз Таджик. ССР, 1960. — 154 с. — 1600 экз.;
- Раджабов, Соли Ашурходжаевич. Конституция СССР [Текст: Учебник для средних школ Таджикистана] / С. А. Раджабов, Л. С. Явич. - 5-е изд. — Душанбе: Таджикгосиздат, 1963. — 160 с.;
- Раджабов, Соли Ашурходжаевич. Таджикская ССР - суверенное советское государство [Текст] / С. Раджабов, акад. д-р юрид. наук проф. — Сталинабад: Учпедгиз Таджик. ССР, 1957. — 348 с. — 3000 экз.;
- Раджабов, Соли Ашурходжаевич. Развитие юридической науки в Таджикистане / С. А. Раджабов, М. И. Клеандров; Отв. ред. Б. И. Искандаров; АН ТаджССР, Отд-ние обществ. наук. — Душанбе: Дониш, 1986. — 110 с. — 2130 экз.;
- Раджабов, Соли Ашурходжаевич. В. И. Ленин о Средней Азии [Текст]. — Сталинабад: [б. и.], 1960. — 36 с. — 3000 экз.;
- Раджабов Соли Ашурходжаевич 1912-1990. Некоторые публикации. — Российская национальная библиотека.
- Раджабов Соли Ашурходжаевич 1912 Д-р юр. наук, карточки 1-54. Некоторые публикации. — Генеральный алфавитный каталог книг на русском языке (1725—1998) www.nlr.ru. РНБ

„Его перу принадлежит более 500 публикаций: монографии, статьи в журналах, в сборниках, учебники, главы и разделы в коллективных трудах, которые получили признание и высокую оценку советских историков, юристов и философов“.— 